# 胙州
胙州，唐朝时设置的州。
武德二年（619年）置，治所在胙城县（今河南省延津县东北）。所领县份有：胙城县、南燕县。武德四年（621年）废州，南燕县亦废。 